# Urolophus neocaledoniensis
Urolophus neocaledoniensis е вид хрущялна риба от семейство Urolophidae.

## Разпространение
Видът е разпространен в Нова Каледония.